# Kruiskerk (Heerenveen)
De Kruiskerk is een T-vormig kerkgebouw aan de Burgemeester Falkenaweg in Heerenveen.

## Beschrijving
In de 19e eeuw bleef de Gereformeerde Kerk in Heerenveen groeien. Begin 20e eeuw werd, omdat de bestaande kerk te klein was geworden, besloten tot nieuwbouw over te gaan. Door architect Ane Nauta, een voormalig medewerker van Tjeerd Kuipers, werd een ontwerp gemaakt in rationalistische stijl. Op 3 januari 1921 werd de eerste steen door Ds. Hummelen aangebracht in de van gewapend beton opgetrokken kerk. Het bouwwerk werd in 1963 gerestaureerd. De kerk behoort tot de Protestantse Wijkgemeente Heerenveen. Daartoe behoren ook de Kerk aan de Fok en de Europalaankerk. 
Het kerkgebouw is in 2012 na de bouw van de nieuwe kerk Trinitas buiten gebruik gesteld. Het kerkorgel uit 1959, gemaakt door J. Reil, is naar de nieuwe kerk overgeplaatst.
In Heerenveen stond ook de Hervormde kerk (Schoterlandse Kruiskerk) uit 1637. Deze kerk werd wegens bouwvalligheid in 1969 gesloopt.

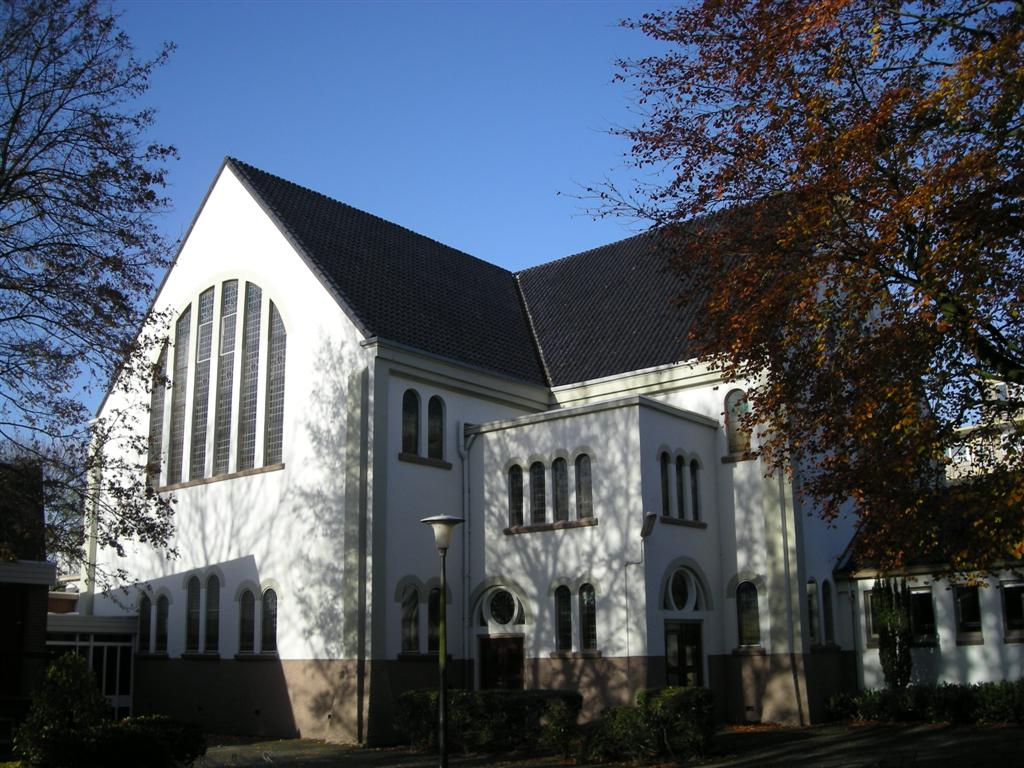
Zuidoostzijde (2007)
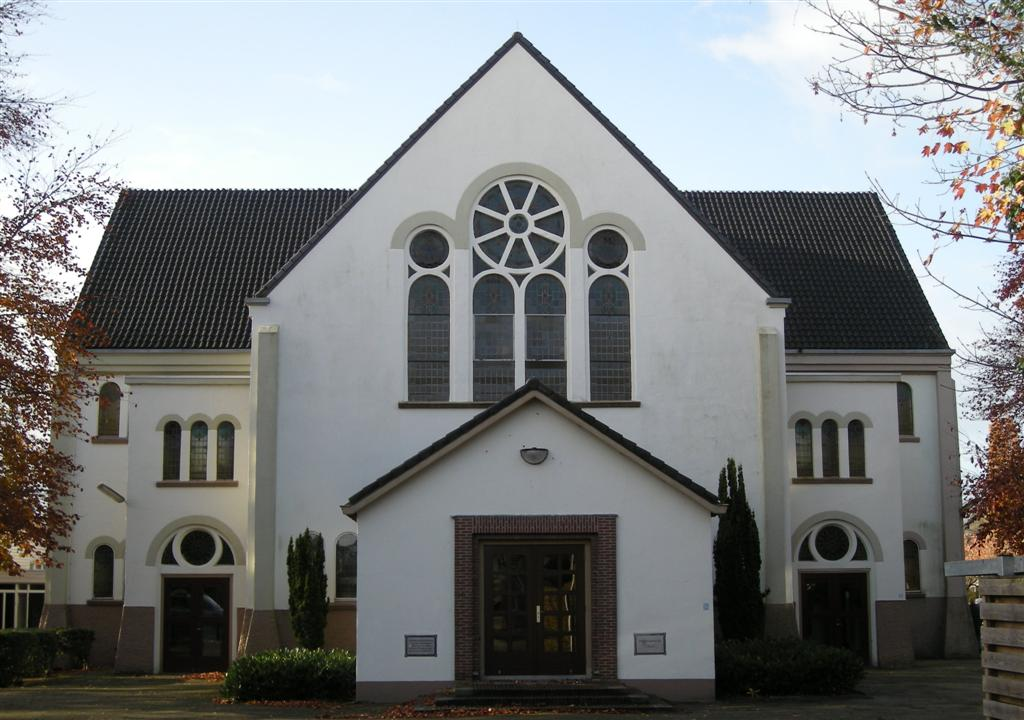
Oostzijde van de Kruiskerk
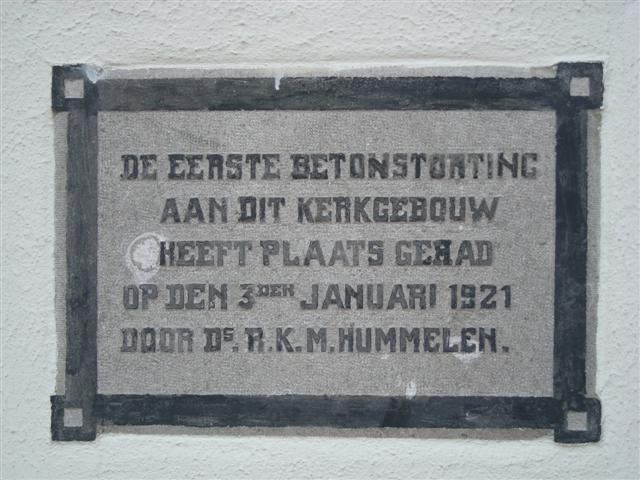